# 니키타 (2010년 드라마)
니키타(Nikita)는 The CW에서 2010년 9월 9일부터 2013년 12월 27일까지 방영된 드라마이다.

## 출연
- 매기 큐 - 니키타 미어스
- 린지 폰세카 - 앨릭스 우디노프
- 셰인 웨스트 - 마이클
- 에런 스탠퍼드 - 시모어
- 멀린다 클라크 - 어맨다
- 딜런 케이시 - 숀 메이슨 피어스
- 노아 빈 - 라이언 토머스 플레처

## 같이 보기
- 니나 (1993년 영화)